# Blaster Master: Enemy Below
Blaster Master: Enemy Below, connu au Japon sous le nom de Metafight EX (メタファイトEX), est un jeu vidéo de la  Game Boy Color. Il est également sorti sur la console virtuelle de la Nintendo 3DS en Europe le 8 décembre 2011 et en Amérique du Nord le 15 décembre 2011.

## Accueil
- Nintendo Power : 7,6/10 (GBC)[1]